# 杜不愆
杜不愆（?—?），晋朝庐江郡（今安徽省舒城县）人。
年轻时跟随外祖父郭璞学《易经》、卜筮等。多次应验。高平郗超年二十多岁，得了重病，试让杜不愆卜筮。杜不愆说：“按卦象来说，你的痛苦马上清除。但是你应该到东北三十里上官姓家索求他家饲养雄雉，用笼子盛着置东檐下，往后九日丙午日午时，必当有雌雉飞来与它们交配，既而双双飞去。若如此，不出二十天病除，又是吉兆，你会年至八十，位极人臣。如果雌雉离开雄雉留下，病过一周年才好，能活八十年的一半，名位也没有了。”郗超当时病重在旦夕，笑着答道：“若保八十年的一半，也富余了。病过一周年，哪里算长！”郗超还是不信。有人劝他依照其言，索得雄雉。至丙午日，郗超卧在南轩之下观看，至日落，有雌雉飞入笼中，与雄雉交配而去，雄雉不动。郗超病了一年痊愈，至四十岁时，在中书郎任上去世。杜不愆占筮变得粗疏，不再像如此准确。后为桓嗣属下建威参军。

## 延伸阅读
[在维基数据编辑]
 《晉書·卷095》，出自房玄齡《晉書》